# Catedral de San Columba (Youngstown)
La catedral de San Columba (en inglés: St. Columba Cathedral) es una catedral católica en Youngstown, Ohio, Estados Unidos. Es la sede de la diócesis de Youngstown.
La primera misa celebrada en Youngstown ocurrió en 1826. La parroquia de San Columba fue fundada en 1847, el mismo año en que se estableció la Diócesis de Cleveland, de la cual Youngstown formaba parte. La primera iglesia fue terminada en 1853 y la escuela parroquial fue inaugurada en 1860. A medida que la parroquia creció se necesitaba una iglesia más grande. El segundo edificio de la iglesia fue terminado en 1868. El primer edificio de la escuela de la parroquia fue inaugurado tres años después.
La parroquia siguió creciendo y otra iglesia fue construida y se inauguró en 1897. Fue consagrada por el obispo Ignacio Horstmann en 1903. Un convento de las Hermanas Ursulinas fue construido el mismo año que la tercera iglesia. Se añadieron agujas de cobre al edificio de la iglesia en 1927. El segundo edificio de la iglesia fue demolido en 1940.